# Roger Ebert
Roger Ebert (Urbana, Illinois, 18. lipnja 1942. – 4. travnja 2013.) bio je američki filmski kritičar i prvi dobitnik Pulitzerove nagrade za filmske kritike. Pisao je za Chicago Sun-Times.

## Karijera
Ebert je završio studij na University of Chicago i pisao je filmske kritike skoro 40 godina, a veliku popularnost je stekao od 1982. do 1999. godine kada je zajedno sa svojim kolegom Geneom Siskelom vodio televizijsku emisiju Siskel & Ebert u kojoj su njih dvojica razgovarali i debatirali o filmovima u kinima te im davali ili palac dolje ili palac gore. Siskel je preminuo 1999. pa je otada emisiju vodio s novim kritičarem, zvanim Richard Roeper.
Ebert je bio prijatelj Russa Meyera s kojim je napisao scenarij za film "Beyond the Valley of the Dolls" koji nije dobro prošao kod publike. Odradio je audio komentare na DVD-u za filmove "Građanin Kane", "Casablanca", "Crumb" i druge, a poznato je da je bio veliki obožavatelj ZF-a, tako da je jedan od njegovih najdražih filmova bio "2001: Odiseja u svemiru". 1993. se oženio odvjetnicom Chaz Hammelsmith, a prije nje je izlazio s Oprah Winfrey. 2006. mu je u operaciji odstranjen tumor.

## Stil pisanja
Ebert je bio prilično razvikan i imao je jednak broj obožavatelja i osporavatelja. Stil njegovih kritika je bio vrlo slobodan i subjektivan, tako da je povremeno upotrebljavao sarkazam (osobito prema filmovima koji mu se nisu svidjeli) ili je čak pisao u obliku pjesmi ili zamišljenih razgovora. Prema njegovoj skali od nula do 4 zvijezde, do 2.5 zvijezde film nije preporučljiv. Tako je bilo puno prigovora u njegovim recenzijama; primjerice, film "Paklena naranča" koji je režirao Stanley Kubrick dobio je od njega samo 2 zvijezde, "Gladijator" i "Klub boraca" također, a hvaljeni njemački film "Limeni bubanj" Volkera Schlöndorffa ocijenjen je s 2.5 zvijezde, dok je, primjerice, "Američka pita 2" dobila 3, a "Anakonda" čak 3.5 zvijezde. Ipak, on sam je tvrdio da nema univerzalnih kriterija za ocjenjivanje filmova, nego da je to potpuno subjektivno iskustvo.

## Vanjske poveznice
- Roger Ebert Službena stranica
- Ebert & Roeper službena stranica[neaktivna poveznica]
- Roger Ebert's Overlooked Film Festival
- Chicago Sun-Times  Arhivirana inačica izvorne stranice od 24. prosinca 2008. (Wayback Machine)
- Profil  Arhivirana inačica izvorne stranice od 15. srpnja 2006. (Wayback Machine) na IMDb-u
- Sight & Sound - 10 najboljih filmova po Ebertu